# Groupe de NGC 5248
Le groupe de NGC 5248 comprend au trois galaxies situées dans la constellation du Bouvier. La distance moyenne entre ce groupe et la Voie lactée est d'environ 15,6 Mpc (∼50,9 millions d'al). 

## Membres
Le tableau ci-dessous liste les trois galaxies qui sont indiquées sur le site « Un Atlas de l'Univers » créé par Richard Powell.  
| Nom      | Classification | Type                     | α (J2000.0)   | δ (J2000.0) | Vitesse radiale (km/s) | Magnitude apparente | Distance (Mpc) | Diamètre (kal) | Distance (Mpc) |
| -------- | -------------- | ------------------------ | ------------- | ----------- | ---------------------- | ------------------- | -------------- | -------------- | -------------- |
| NGC 5248 | SAB(rs)bc      | Spirale intermédiaire    | 13h 37m 32.0s | 08° 53′ 07″ | 1151 ± 1               | 10,3                | 21,2 ± 1,5     | 84             | 13,3 ± 4,1     |
| UGC 8575 | Im             | Irrégulière magellanique | 13h 35m 45.5s | 08° 58′ 09″ | 1163 ± 1               | 14,3                | 21,4 ± 1,5     | 59             | 20,6 ± 3,5     |
| UGC 8614 | Im             | Irrégulière magellanique | 13h 37m 26.2s | 07° 38′ 40″ | 1045 ± 5               | 12,6                | 19,7 ± 1,4     | 64             | 17,0 ± 4,5     |

Le groupe de NGC 5248 fait partie de l'amas de la Vierge III. L'amas de la Vierge III comprend huit groupes et 13 galaxies en dehors de ces groupes. Toutes les galaxies de cet amas font partie du superamas de la Vierge.
Le site DeepskyLog permet de trouver aisément les constellations des galaxies mentionnées dans ce tableau ou si elles ne s'y trouvent pas, l'outil du site constellation permet de le faire à l'aide des coordonnées de la galaxie. Sauf indication contraire, les données proviennent du site NASA/IPAC.